# バルーンファイト
『バルーンファイト』（Balloon Fight）は、任天堂が1984年11月に発売したアーケードゲーム（任天堂VS.システム）。1985年1月22日にファミリーコンピュータ版が発売されたほか、ファミコンミニやバーチャルコンソールなどで復刻されている。

## 概要
2種類のゲームモードがあり、画面上の敵を倒して面をクリアしていく1-PLAYER GAME/2-PLAYER GAMEと、障害物を避け風船を割って進むBALLOON TRIP（バルーントリップ）がある。バルーントリップはFC版で追加されたモードであるため、先行して発売されたAC版では存在しない。

## ゲーム内容

### ゲームモード
1-PLAYER GAME
画面内にいる全ての敵の風船を割り、面（PHASE）をクリアしていくモード。ステージは12種類。13面からは4面からのループ。
2-PLAYER GAME
1-PLAYER GAMEと同様、敵を倒して面をクリアしていく2人用モード。2人同時プレイが可能で、協力し合ってステージクリアを目指す、相手の風船を割って邪魔をし争うといった遊び方も出来る。
BALLOON TRIP
画面が左方向へ強制スクロールする中、雷を避けながら画面上の風船を割り、スコアを競う1人用モード。一度ミスをすると、そこでゲームオーバーとなる。

### システム
足場がある所は十字キー（ゲームボーイアドバンス以降は十字ボタン）左右で移動し、A、Bボタンで空中に上昇する。空中では慣性がついた独特の操作性が特徴。
Aボタンを押せば一度だけ羽ばたき、Bボタンを押しっぱなしにするとずっと羽ばたき続けて浮遊する事が出来る（アーケード版は、A・Bボタンともに一度羽ばたきで、押しっぱなしの連続羽ばたきは出来ない）。風船が1つになると、浮遊する力は低下する。

### ルール
- 敵は風船が割れるとパラシュートで降下し、そのまま地上に降下すると空気入れで風船を膨らませて再び飛び立とうとする。このように敵が風船を着けていない状態でもう一度体当たりすると、その敵を倒す事が出来る[3][2]。これは、ステージ開始直後飛び立つ前の敵に対しても有効である。ただ、飛ばない状態の敵は風船を割っても倒せない[4]。また、敵がパラシュートで水中まで落下するか、魚に食べられた場合も敵を倒した事になるが、得点にはならない。敵が水中に落下して倒した場所からシャボン玉が出て（魚に食べられた場合は出現しない）、それを割ると得点が得られる。点数は割る高さによって異なる。最後の敵を倒したと同時にステージクリアとなる為、割る事が出来るシャボン玉の数は敵の数より必ず1つ少なくなっている。
- 主人公と敵がぶつかった時、ある程度高さに差があると、下にいた方の風船が割れる。これはプレイヤー同士でも同様である[4]。ただし、敵同士では風船は割れない。
- ミスの条件は風船が2つとも割れた場合、雷に当たって感電した場合、水中に沈んでしまった場合、水面付近で現れる魚に食べられてしまった場合である[2]。また、アーケード版では永久パターン防止として、長時間足場や同じ高度に留まっていると、画面端から矢がプレイヤー目がけて水平に飛んで来るようになっており、当たると2つとも風船が割れてしまい即ミスとなる。
- ファミコン版以降では、3回ミスをすると、そのプレイヤーはゲームオーバーになる。ミスの残り数がプレイ中に増える事は無い。風船が1つ割れた場合は、3ステージごとにあるボーナスステージに到達した時のみ2つに回復する。
  - アーケード版ではゲームオーバーになるミスの回数は店舗側で設定により変更可能。また、標準では規定点数でエクステンドが1回ある。これも店舗側で設定変更可能。また、アーケード版ではフィールドが上下2画面分の広さを持ち、プレイヤーが画面上端または下端に行くと強制的にスクロールする。
- バルーントリップでは、スタート地点しか足場が存在しない。風船は、20個連続で逃さず割るごとにボーナス1万点が入り、雷の動きとスクロールが一定時間停止するとともに、画面上に残っている風船とそれ以降の風船が水色（1個300点）からオレンジ色（1個500点）に変わる。さらに20個連続で割るとオレンジ色からピンク色（1個700点）に変わる。また、シャボン玉を割った場合は、500点獲得および雷の動きとスクロールが一定時間停止する。なお、シャボン玉は連続で割っても何も起こらない。
- 水面から現れる魚は、水中の見えない所で常に左右に移動しており、主人公がちょうど上を通った時のみ食いつく仕組みになっている。水面に近づいてもなかなか現れない事があるのはこの為[5]。

### ステージ構成
通常ステージでは画面下の左右に足場があり、1Pは左側から、2Pは右側から始まる。
ボーナスステージでは、煙突から出てくる20個の風船を割って点数を稼ぐ事が出来る。20個全部割るとさらにボーナス点が貰える。「2-PLAYER GAME」では、ボーナスステージ中に自分の風船が2つ割れてもミスにはならず、画面下のフロアーに着地して、風船を回復する。ちなみに、上下に2画面分の幅がある分、アーケード版の方が風船を逃がしにくい。

### 仕掛け
雷
1-PLAYER GAME/2-PLAYER GAMEでは、一定時間経過後に雲から発生して画面内を動き回る。画面端に行くと跳ね返る。BALLOON TRIPでは、動くものと静止したものがある。
グルグル（一部書籍ではクルクル）
空中に設置されたダンベル状の物体。ぶつかると回転して跳ね飛ばされる。

## キャラクター
主人公
本作の主人公でありプレイヤーキャラクターである人物。主人公外見は、頭にヘルメット（1Pは赤、2Pは青）、背中に2個の風船を付けている。
敵
本作の敵であるキャラクター。鳥のような顔をしており、1個の風船を付けている。
魚
水の中にいる主人公よりも大きい魚で主人公・敵が水の部分に近づくと出現し、食べようとする。出現時には独特のSEが流される。『大乱闘スマッシュブラザーズX』のステージ「頂上」に登場する。

## 移植版
| No. | タイトル                                      | 発売日                                    | 対応機種                                          | 開発元                                         | 発売元     | メディア                              | 型式              | 売上本数 | 備考 |
| --- | --------------------------------------------- | ----------------------------------------- | ------------------------------------------------- | ---------------------------------------------- | ---------- | ------------------------------------- | ----------------- | -------- | --- |
| 1   | バルーンファイト                              | 1985年1月22日 1986年6月                   | ファミリーコンピュータ                            | ハル研究所                                     | 任天堂     | 192キロビットロムカセット             | HVC-BF NES-BF-USA | -        | |
| 2   | バルーンファイト                              | 1985年10月                                | PC-8801                                           | ハドソン                                       | ハドソン   | フロッピーディスク                    | -                 | -        | |
| 3   | バルーンファイト                              | 1985年11月                                | X1                                                | ハドソン                                       | ハドソン   | フロッピーディスク カセットテープ     | -                 | -        | |
| 4   | バルーンファイト                              | 1985年                                    | MZ-2500                                           | ハドソン                                       | ハドソン   | フロッピーディスク                    | -                 | -        | |
| 5   | バルーンファイト for Zaurus                   | 2001年10月19日                            | eコンセプトZaurus                                 | ソニックパワード                               | シャープ   | ダウンロード                          | -                 | -        | |
| 6   | カードe Balloon Fight                         | 2002年9月16日                             | ゲームボーイアドバンス                            | 任天堂                                         | 任天堂     | カード                                | -                 | -        | |
| 7   | どうぶつの森e+                                | 2003年6月27日                             | ゲームキューブ                                    | 任天堂                                         | 任天堂     | 8cm光ディスク                         | -                 | -        | ファミリーコンピュータ版の移植 ミニゲームとして収録 ジョイキャリー機能使用でゲームボーイアドバンスでもプレイ可                        |
| 8   | ファミコンミニ13 バルーンファイト             | 2004年5月21日                             | ゲームボーイアドバンス                            | ハル研究所                                     | 任天堂     | ロムカセット                          | AGB-P-FBFJ        | -        | ファミリーコンピュータ版の移植 |
| 9   | バルーンファイト                              | 2007年11月13日 2007年7月16日 2007年6月8日 | Wii                                               | ハル研究所                                     | 任天堂     | ダウンロード （バーチャルコンソール） | -                 | -        | ファミリーコンピュータ版の移植 |
| 10  | バルーンファイト                              | 2011年9月1日 2012年8月22日                | ニンテンドー3DS                                   | ハル研究所                                     | 任天堂     | ダウンロード （バーチャルコンソール） | CTR-N-TALJ-JPN-1  | -        | ファミリーコンピュータ版の移植 |
| 11  | バルーンファイト                              | INT 2013年1月23日                         | Wii U                                             | ハル研究所                                     | 任天堂     | ダウンロード （バーチャルコンソール） | -                 | -        | ファミリーコンピュータ版の移植 1月24日より2月22日までファミコン誕生30周年記念 Wii U バーチャルコンソール 体験キャンペーンにて先行配信 |
| 12  | バルーンファイト                              | 2016年11月10日 2016年11月11日             | ニンテンドークラシックミニ ファミリーコンピュータ | 任天堂                                         | 任天堂     | 内蔵ゲーム                            | -                 | -        | ファミリーコンピュータ版の移植 |
| 13  | ファミリーコンピュータ Nintendo Switch Online | 2018年9月19日                             | Nintendo Switch                                   | 任天堂                                         | 任天堂     | ダウンロード                          | -                 | -        | ファミリーコンピュータ版の移植 |
| 14  | VS. バルーンファイト                          | 2019年12月27日                            | Nintendo Switch                                   | 任天堂開発第一部 エス.アール.ディー ハル研究所 | ハムスター | ダウンロード (アーケードアーカイブス) | -                 | -        | アーケード版の移植 |

## 開発
- アメリカのウィリアムス社から発売されたアーケードゲーム『ジャウスト』（1982年）を元に、坂本賀勇、横井軍平、岩田聡、田中宏和の4人でアレンジして制作された。
- ハル研究所が任天堂の下請けとして『ジャウスト』のファミコン移植を手がけROM完成まで至っていたものの、権利関係の問題で開発元と折り合いが付かずにお蔵入りとなり、急遽ゲームシステムをアレンジし「バルーンファイト」として発売することになった。その後、開発元から許諾がおりたらしくジャウストの方も発売されたものの、発売元はハル研究所名義になっており任天堂のクレジットは入っていない。また、何故かタイトル画面のコピーライトはアタリ名義になっている（同じくウィリアムス社のアーケード移植であるスターゲイトも然り）。
- アーケード版はSRDが開発した。後のファミコン版はアーケード版に比べてキャラクターの動きが滑らかだったことから、SRDのプログラマ・中郷俊彦がハル研究所のプログラマ・岩田聡のもとへ相談に行き、中郷はそこで積んだノウハウを活用して、『スーパーマリオブラザーズ』（1985年）の水中ステージにおける滑らかな動きを実現した[8]。
- ファミコン版にのみ収録されたバルーントリップは、開発の終盤に横井軍平からモード追加の提案を受け、岩田聡が3日間で制作した[9]。なお岩田はWii U用ソフト『Nintendo Land』（2012年）に収録された本作のリメイク版「バルーントリップ ブリーズ」を紹介する際、「結果的にこのモードを一番長く遊んだ」と発言している。
- ファミコン版のゲームオーバーの音楽では、最後の音が「パーン」と風船が割れる音を想定してホワイトノイズを指定したが、ファミリーコンピュータ本体のノイズ音に関わる仕様が量産中に変更されたため、初期型を除くほとんどの本体では「ビー」という短周期ノイズが鳴ってしまう。(最後の音は初期型の本体を見分ける方法の1つとして使われている。)

## 音楽
サウンドトラック
- 『ファミコン・ミュージック』
1986年5月25日、G.M.O.レコードより発売されたアルバム内の一作品としてBGMが収録されている。
- 『ファミコン 20TH アニバーサリー オリジナル・サウンド・トラックス VOL.1』
2004年1月7日、サイトロン・デジタルコンテンツより発売されたCD内の一作品としてBGMが収録されている。

## スタッフ
アーケード版
- エグゼクティブ・プロデューサー：山内溥
- プロデューサー：横井軍平
- デザイン：坂本賀勇
- プログラマー：中郷俊彦、副島康成
- サウンド：田中宏和

ファミリーコンピュータ版
- エグゼクティブ・プロデューサー：山内溥
- プロデューサー：横井軍平
- デザイン：坂本賀勇
- プログラマー：岩田聡
- サウンド：田中宏和

## 評価
ファミリーコンピュータ版
- ゲーム誌『ファミリーコンピュータMagazine』の1991年5月10日号特別付録の「ファミコンロムカセット オールカタログ」では、「業務用からの移植ものであり、ファミコンソフトとしては極めて古いものである。だが古いシステムではない」と紹介されている[7]。

- ゲーム誌『ユーゲー』では、「（協力プレイが対戦プレイになってしまう原因は）プレイヤーキャラが死にやすいからだ」、「相手の風船を割るなどまだかわいいほうで、海に突き落とす、雷に激突させる、ボーナスステージでボーナス風船を無視して延々と相手の風船を割り続ける、といった仁義なき戦いが繰り広げられた」、「それでも本作を手放す気はまったく起きなかったのだから、まさしく悪魔のソフトと言えるだろう」と評している[14]。

- ゲーム誌『CONTINUE』では、「格闘ゲームのようにただ2人で闘うのではなく、お互いに協力して敵を倒したり、それでいてちょっと気を抜くと相方に殺されてたりする。そんないつ裏切られるかもわからない緊張感に溢れている」と評している[15]。

## シリーズ作品
- 『Balloon Kid』（ゲームボーイ、米国：1990年10月5日 欧州：1991年1月31日）
バルーンファイトの続編となる、横スクロール式アクションゲーム。日本国外で発売。
- 『ハローキティワールド』（ファミリーコンピュータ、1992年3月27日）
『Balloon Kid』のキャラクターをハローキティに置き換えたもの。開発元：パックスソフトニカ、発売元：キャラクターソフト発売。[16]
- 『バルーンファイトGB』（ゲームボーイ・ニンテンドウパワー書き換え専用、2000年7月31日）
『Balloon Kid』のゲームボーイカラー対応版。本作ではセーブ機能とマップ画面が追加された。
2011年10月19日からニンテンドー3DSのバーチャルコンソールで配信開始。
- 『チンクルのバルーンファイトDS』（ニンテンドーDS）
クラブニンテンドー2006年度プラチナ会員特典。非売品。

この他にも、日本未発売のゲーム&ウオッチに同名のタイトルが存在し、内容は、GAME Cのバルーントリップを元にしている。

## 関連作品
- アイスクライマー（1985年） - 同時期に発売された作品。同じく2人同時プレイが出来る。
- どうぶつの森（2001年） - あるアイテムを得ると、このゲームを遊ぶ事が出来る。
- どうぶつの森+（2001年） - 上記と同様、あるアイテムを得ると、このゲームを遊ぶ事が出来る。
- メイド イン ワリオシリーズ（2003年 - 2018年） - シリーズを通してこのゲームをモチーフにしたプチゲームがいくつか登場する。
- テトリスDS（2006年） - 一部にこのゲーム画面、音楽が使われている。
- PiCOPiCT（2009年） - 一部のステージで本作がモチーフとして扱われている。
- Nintendo Land（2012年） - バルーントリップをリメイクした「バルーントリップ ブリーズ」を収録。
- ファミコンリミックス（2013年） - リミックスステージ内に偽者のプレイヤーをすべて倒す、ズームインとズームアウトが繰り返される、2Pを守ってすべての敵を倒す、視界不良のステージが収録されている。
- 大乱闘スマッシュブラザーズ for Nintendo 3DS（2014年） - このゲームと同名のステージが登場する。また、ファイターの1人である「むらびと」の技の1つにもなっている。この作品以前でもいくつか本作の要素があり、DXではバルーントリップのBGMが原曲で収録されており、本作の主人公のフィギュアがある。Xでも同様にバルーントリップのBGMが収録されており、前作と違ってアレンジ版である。
- あつまれどうぶつの森（2020年） - たぬきマイレージ+の中に"パチンコ！バルーンファイトキャンペーン"と言うキャンペーンがある